# Ľuboreč
Ľuboreč es un municipio del distrito de Lučenec en la región de Banská Bystrica, Eslovaquia, con una población estimada a final del año 2024 de 344 habitantes.
Se encuentra ubicado en el centro-sur de la región, en el valle del río Ipoly —un afluente izquierdo del Danubio— y cerca de la frontera con Hungría.

## Demografía
| Año        | 1994 | 2004     | 2014     | 2024    |
| ---------- | ---- | -------- | -------- | ------- |
| Población  | 265  | 293      | 333      | 344     |
| Diferencia |      | +10,56 % | +13,65 % | +3,30 % |

| Año        | 2023 | 2024    |
| ---------- | ---- | ------- |
| Población  | 349  | 344     |
| Diferencia |      | −1,43 % |